# 白系ロシア人
白系ロシア人（はっけいロシアじん、ロシア語: белоэмигрант、英語: White émigré）は、ロシア革命に反対して国外に亡命したロシア人である。

## 概要

### 呼称
白系とは共産主義を象徴する赤に対して、帝政を表す白の意である（白色革命や白色テロのそれと同じ語源）。帝政の復活を望んで赤軍と各地で内戦を起こしていた軍人・軍閥も「白軍（白衛軍）」と呼称されていた。即ち白人や白ロシア（ベラルーシ）とは無関係である。
また、旧ロシア帝国からの亡命者を大雑把に総称して「ロシア人」と称しているため、内訳は必ずしもロシア民族やスラヴ人というわけではなく、ロシア領内に居住していた諸民族の出身者も多く含まれた。特に、ソビエト政府による弾圧のひどかったウクライナ人やポーランド人、ユダヤ教徒（アシュケナジム）の亡命者が多かった。
より中立的な呼称で、アメリカ合衆国、フランス、イギリス等の当事者たちの間で使われることが多く、1980年代末以降のロシアでも一般的に利用されている用語として、「第一波の移民（first-wave émigré、Эмигрант первой волны）」がある。

### 経緯
ロシア革命による帝政崩壊とその後のロシア内戦によって、多くの知識人や技術者、貴族、帝政派の軍人（白軍）、帝政支持の市民が国外へ逃れた。また、ボリシェヴィキとの権力闘争に敗れたメンシェヴィキやエスエルなどの他党派や、必ずしも反革命ではなかったにもかかわらず、ソビエト政権から迫害を受ける危険を感じた者も国外へ逃れた。1917年から1920年までの期間でロシア国外に亡命した者は90万人から200万人と推定される。
その経緯から、彼らはロシア国籍者としてソビエト政府から保護されず、後述のポーランド人のような例外を除き、現地政府の国籍取得が認められない場合は無国籍となった（出生地主義の国で生まれた白系ロシア人の子は無条件で現地政府の国籍が付与されている）。
こうした中から、かなりの数の人々が1940年代後半以降にヨシフ・スターリン及びその後の政府指導者の呼びかけに応じソ連へ帰国した。スターリンらは、各地のソ連領事館を通じ、白系ロシア人に対してその反革命の罪を許すと表明し、希望者にはソ連国籍を与え、ソ連邦では信教の自由を含む市民的自由が保証されていると宣伝し、ともに祖国を再建しようと呼びかけた。モスクワ総主教庁、福音派バプテストクリスチャン全連邦ソビエト及びその他のソ連邦で登録を受けていた宗教組織は信書のやり取り、人員の派遣及び刊行物の送付によりこの宣伝に協力した。それに応じて帰国した人々の中にはシベリアの処女地開拓などで苦しい生活を余儀なくされる者も居た。ヨーロッパや満洲など、第二次世界大戦末期以降にソ連軍が進駐した地域では、反ソ活動等を罪名として逮捕され懲罰を受けた白系ロシア人もいた。

### 正教徒の亡命
ボリシェヴィキは無神論を掲げて反ソ的とみなした宗教組織を弾圧したため、多くの宗教者が国外に逃れた。正教徒、特にロシア正教会関係者からの亡命者は多数にのぼり、国外に在外シノドを形成するに至った。ただし在外シノドにではなく、モスクワ総主教庁と関係を維持する教会を形成したり、既存のモスクワ総主教庁管轄下の正教会へ加入したりした者も存在した。
こうして亡命した正教徒の中には、セルゲイ・ブルガーコフ、ニコライ・ベルジャーエフ、ウラジーミル・ロースキイ、パーヴェル・エフドキーモフのように、亡命先で神学教育に携わり、著名な業績を残した者も現れた。
日本においては日本の正教会に所属するようになった者も少なくなく、その子孫は現在もなお神戸ハリストス正教会やニコライ堂など、日本の幾つかの正教会内において、一定の亡命者の子孫（民族的には非ロシア人、たとえばグルジア人系等の者を含む）からなるコミュニティを形成している。

### 日本への亡命者
日本に亡命した旧ロシア帝国国民も多くいた。その内訳には、民族ロシア人の他、多くの非ロシア人、主にポーランド人やウクライナ人が含まれていた。しかし、非ロシア人の多くも日本において通用しがたいウクライナ語やポーランド語を用いる代わりに、それよりは通じやすいロシア語を用いたことから、日本では彼らは一律にロシア人であると誤解された。ポーランド人については、1918年に独立したポーランド政府から国籍が付与され、在日ポーランド人として扱われることになった例もある。また、日本に亡命した白系ロシア人の中には、しばらくしてからアメリカ合衆国やオーストラリアなどに再移住した人も多い。
1936年の統計では1,294人の白系ロシア人が日本にいた。
極東では、白系ロシア人の一派である反革命派ウクライナ人により緑ウクライナが建国されたが、赤軍との戦闘に敗れ亡ぼされた。日本の傀儡国家である満洲国にも白系ロシア人は存在しており、関東軍は白系露人事務局を設立して、彼らの管理を行った。他、ソ連に対抗する目的で、白系ロシア人を集め、満洲国軍に浅野部隊という日露満の混成部隊が設立された。これらの部隊が協同してソ連に抗戦する計画もあったが、ソ連の対日宣戦布告と敗戦により潰えた。
白系ロシア人の子孫による利益団体は作られていない。第二次世界大戦後に第三国に再移住して亡命者が少数になってからは、日本社会においてまとまった社会的集団としては存在していない。日本国内の少数民族問題として取り上げられることはなく、白系ロシア人の血を引く日本人の数もごく少数に限られている。
来日した白系ロシア人を研究する団体として1995年12月、日本の研究者とロシア人研究者によって来日ロシア人研究会が結成され2016年まで活動した。

### 著名な白系ロシア人
ロシア革命ではラフマニノフやストラヴィンスキーなど多数の著名な音楽家が国外に亡命している。
ウクライナ出身の航空機設計者で1913年に世界初の4発機イリヤー・ムーロメツを開発したイーゴリ・シコールスキイは、革命後アメリカ合衆国に亡命した。彼の創業したシコルスキー社は特にヘリコプター開発において世界有数の規模を誇っていた。
日本では、アーケードゲームやアミューズメント施設業界の大手企業であるタイトーの創業者ミハイル・コーガン、洋菓子メーカー・モロゾフの創業者フョードル・ドミトリエヴィチ・モロゾフとその一族、日本プロ野球球団巨人における初期の主力選手であったヴィクトル・スタルヒンなどが著名な白系ロシア人である。日本バレエ界の母エリアナ・パブロワも、1937年に日本国籍を取得し、代表的な白系ロシア出身の日本人である。また、横綱大鵬の父マルキャン・ボリシコは、革命後日本に亡命してきた白系ロシア人（ウクライナ人）である。
なお、レーニン死後、差別的な扱いを受けることが多くなったユダヤ人も亡命することがあった。アメリカの人気SFシリーズ「スタートレック・宇宙大作戦」に登場するミスター・スポック役のレナード・ニモイは両親がユダヤ系ロシア人である。また、テオ・アンゲロプロスの映画『エレニの旅』ではオデッサから逃れた亡命ギリシャ人家族が描かれた。